# Camponotus magister
Camponotus magister é uma espécie de inseto do gênero Camponotus, pertencente à família Formicidae.